# Eddie Larsson
Eddie Per Axel Larsson, född 15 februari 1991 i Mariestad, är en svensk professionell ishockeyspelare. Han inledde seniorkarriären 2009/10 med Modo Hockey, men hade svårt att etablera sig i laget och blev därför under långa perioder utlånad till både IF Sundsvall Hockey och Västerås IK i Hockeyallsvenskan. Säsongen 2011/12 lämnade han Modo för spel med BIK Karlskoga, men fick en stor del av säsongen förstörd på grund av en skada. Efter ytterligare en säsong i Karlskoga, skrev han inför säsongen 2013/14 på för Växjö Lakers HC i SHL. Totalt tillbringade han där tre säsonger, och vann 2014/15 sitt första och hittills enda SM-guld.
Mellan säsongerna 2016/17 och 2021/22 spelade Larsson för Linköping HC, undantaget en säsong med Luleå HF. Under två av dessa säsonger var han Linköpings lagkapten. Därefter tillbringade han en säsong med den finska klubben HIFK i Liiga, innan han återvände till SHL i juni 2023 då han spelade i två säsonger för Leksands IF. 

## Karriär

### Klubblag

#### 2007–2013: Början av karriären
Larsson påbörjade sin ishockeykarriär i moderklubben Mariestad BoIS HC, där han spelade juniorhockey fram till och med säsongen 2006/07. Inför den efterföljande säsongen lämnade han Mariestad för spel i Linköping HC:s juniorsektion. Efter två år i Linköping lämnade han laget för spel i Modo Hockey. Han tillbringade den större delen av sin första säsong i Modo med klubbens J20-lag, där han blev lagets poängmässigt bästa back med 27 poäng på 37 matcher (9 mål, 18 assist). Under säsongens gång debuterade han också i Elitserien och stod för en poäng på 19 matcher. Han gjorde sin första SHL-match den 28 september 2009 och gjorde sitt första SHL-mål den 15 oktober samma år, på Anders Nilsson i en 3–1-förlust mot Luleå HF. Denna säsong blev Larsson också utlånad i fem matcher till IF Sundsvall Hockey i Hockeyallsvenskan, där han debuterade den 11 december 2009.
I april 2010 skrev Larsson på ett tvåårskontrakt med Modo. Han fick dock sparsamt med speltid i Modo och blev i början av oktober 2010 utlånad i tre matcher till Västerås Hockey i Hockeyallsvenskan. Senare samma månad lånades han återigen ut, denna gång till IF Sundsvall Hockey, där han också tillbringade större delen av säsongen. Inför säsongen 2011/12 lämnade Larsson Modo för spel i Hockeyallsvenskan med BIK Karlskoga. Säsongen fick dock ett abrupt slut då han fick hälsenan avsliten under en match i slutet av oktober 2011, och missade därför en stor del av säsongen. I mars 2012 förlängde han sitt avtal med klubben med ytterligare två år, och gjorde därefter sin dittills poängmässigt bästa säsong som senior då han noterades för tio poäng på 44 matcher (två mål, åtta assist).

#### 2013–2022: Växjö, Linköping och Luleå

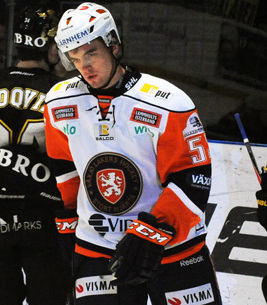
Larsson med Växjö Lakers HC 2014.

Efter säsongens slut bröt Larsson sitt kontrakt med Karlskoga och skrev istället på ett tvåårskontrakt med Växjö Lakers HC i SHL. Under sin första säsong i Växjö fick han spela sitt första SM-slutspel. I semifinalserien föll man dock mot Färjestad BK med 2–4 i matcher, och säsongen var därmed över.
Säsongen därpå missade han spel i över en månads tid efter att ha ådragit sig en skada i slutet av oktober 2014. När han sedan var tillbaka i spel igen blev han utlånad till BIK Karlskoga. Där blev det dock bara två matcher innan han återvände till Växjö. Växjö slutade trea i grundserien, och efter att ha slagit ut Örebro HK och Frölunda HC i slutspelet ställdes man mot Skellefteå AIK, som vunnit SM-guld de två föregående säsongerna, i finalserien. Växjö, och Larsson, tog hem sitt första SM-guld den 23 april 2015 efter att ha besegrat Skellefteå i den sjätte finalmatchen med 3–2 efter förlängning. Larsson förlängde under säsongen sitt kontrakt med laget med ett år, och säsongen 2015/16 kom att bli han sista i klubben.
Efter 127 grundseriematcher och 14 poäng (två mål, tolv assist) för Växjö, meddelades det i april 2016 att Larsson skrivit på ett tvåårsavtal med Linköping HC. Den efterföljande säsongen blev Larssons poängmässigt främsta dittills. På 50 grundseriematcher noterades han för två mål och tolv assist. Den 27 september 2017 meddelades det att Larsson förlängt sitt avtal med Linköping med ytterligare två år. Efter två säsonger med i klubben meddelades det den 21 augusti 2018 att Larsson utsetts till ny lagkapten i Linköping. I slutet av januari 2019 ådrog sig Larsson en hjärnskakning, vilken höll honom borta från spel i nio matcher. På 43 grundseriematcher noterades han för 13 poäng (två mål, elva assist). Larsson stod som Linköpings lagkapten också under säsongen 2019/20, fram tills Jonas Junland anslöt till klubben i slutet av januari 2020. Därefter var Larsson assisterande lagkapten i Linköping. Kort efter säsongens slut, den 17 mars 2020, meddelades det att Larsson lämnat Linköping HC.
Den 23 mars 2020 bekräftade Luleå HF att man skrivit ett tvåårsavtal med Larsson. Efter att ha ådragit sig en hjärnskakning i säsongsinledningen av 2020/21 var Larsson borta från spel i över en månads tid och gjorde comeback den 19 november 2020. På 45 grundseriematcher stod han för åtta assistpoäng. Luleå slutade på femte plats i grundserien och slogs ut i kvartsfinal av Skellefteå AIK med 4–3 i matcher. I mitten av maj 2021 stod det klart att Luleå valt att bryta avtalet med Larsson. Kort därefter, den 21 maj 2021, meddelade Linköping HC att Larsson återvänt till klubben och att man skrivit ett ettårsavtal med honom.

#### Från 2022: HIFK och Leksands IF
Sejouren i Linköping blev ettårig då det den 21 juni 2022 bekräftades det att Larsson skrivit ett ettårskontrakt med den finska klubben HIFK i Liiga. Larsson gjorde Liigadebut den 14 september samma år i en match mot HPK. Den 14 januari 2023 gjorde han sitt första och enda mål i Liiga, på Patrik Bartošák, i en 4–5-seger mot Pelicans. Totalt spelade han 50 grundseriematcher för HIFK och noterades också för sju assistpoäng. Laget slutade på sjätte plats i grundserien och tog sig till semifinal i det följande slutspelet då man slagit ut Lukko med 4–2 i kvartsfinalserien. I semifinal föll man dock mot Tappara med 4–1. HIFK förlorade sedan också matchen om tredjepris mot Ilves med 1–0. På elva slutspelsmatcher stod Larsson för en assistpoäng.
Den 2 juni 2023 bekräftades det att Larsson återvänt till SHL då han skrivit ett tvåårsavtal med Leksands IF. För femte säsongen i följd noterades Larsson för åtta poäng i grundserien. Leksand slutade på femte plats i tabellen och ställdes mot Frölunda HC i kvartsfinal i det efterföljande slutspelet, där man besegrades med 4–3 i matcher. Under sin andra säsong i Leksand stod Larsson för nio poäng på 43 grundseriematcher och spräckte därmed sin fem säsonger långa svit med åtta poäng per grundserie. Leksands misslyckades att ta sig till SM-slutspel då man slutade på elfte plats i grundserietabellen. Den 20 mars 2025 bekräftades det att Larsson lämnat Leksand.

### Landslag
Larsson blev uttagen till det svenska landslaget för första gången i slutet av mars 2017. Han spelade sina två första A-landskamper den 5 och 6 april samma år. Larsson blev poänglös när Sverige vann både dessa matcher, mot Österrike, med 2–6 respektive 3–4.

## Statistik
| 2009–10                  | Modo Hockey              | Elitserien               | 19  | 1  | 0  | 1  | 2   | —  | — | — | — | —  |
| 2009–10                  | IF Sundsvall Hockey      | HA                       | 5   | 0  | 0  | 0  | 2   | —  | — | — | — | —  |
| 2010–11                  | Modo Hockey              | Elitserien               | 6   | 0  | 0  | 0  | 2   | —  | — | — | — | —  |
| 2010–11                  | Västerås IK              | HA                       | 3   | 0  | 0  | 0  | 0   | —  | — | — | — | —  |
| 2010–11                  | IF Sundsvall Hockey      | HA                       | 29  | 1  | 4  | 5  | 12  | —  | — | — | — | —  |
| 2011–12                  | BIK Karlskoga            | HA                       | 14  | 0  | 2  | 2  | 6   | 7  | 0 | 0 | 0 | 2  |
| 2012–13                  | BIK Karlskoga            | HA                       | 44  | 2  | 8  | 10 | 20  | 4  | 0 | 0 | 0 | 4  |
| 2013–14                  | Växjö Lakers HC          | SHL                      | 42  | 1  | 5  | 6  | 8   | 10 | 0 | 0 | 0 | 6  |
| 2014–15                  | Växjö Lakers HC          | SHL                      | 39  | 1  | 2  | 3  | 16  | 18 | 0 | 1 | 1 | 2  |
| 2014–15                  | BIK Karlskoga            | HA                       | 2   | 0  | 0  | 0  | 2   | —  | — | — | — | —  |
| 2015–16                  | Växjö Lakers HC          | SHL                      | 46  | 0  | 5  | 5  | 14  | 11 | 1 | 0 | 1 | 4  |
| 2016–17                  | Linköping HC             | SHL                      | 50  | 2  | 12 | 14 | 24  | 6  | 0 | 2 | 2 | 8  |
| 2017–18                  | Linköping HC             | SHL                      | 50  | 1  | 10 | 11 | 30  | 7  | 0 | 2 | 2 | 14 |
| 2018–19                  | Linköping HC             | SHL                      | 43  | 2  | 11 | 13 | 32  | —  | — | — | — | —  |
| 2019–20                  | Linköping HC             | SHL                      | 52  | 1  | 7  | 8  | 30  | —  | — | — | — | —  |
| 2020–21                  | Luleå HF                 | SHL                      | 45  | 0  | 8  | 8  | 22  | 7  | 0 | 1 | 1 | 31 |
| 2021–22                  | Linköping HC             | SHL                      | 50  | 1  | 7  | 8  | 30  | —  | — | — | — | —  |
| 2022–23                  | HIFK                     | Liiga                    | 50  | 1  | 7  | 8  | 20  | 11 | 0 | 1 | 1 | 10 |
| 2023–24                  | Leksands IF              | SHL                      | 51  | 2  | 6  | 8  | 16  | 7  | 0 | 1 | 1 | 2  |
| 2024–25                  | Leksands IF              | SHL                      | 43  | 1  | 8  | 9  | 26  | —  | — | — | — | —  |
| SHL totalt               | SHL totalt               | SHL totalt               | 436 | 13 | 81 | 94 | 252 | 66 | 1 | 7 | 8 | 67 |
| Hockeyallsvenskan totalt | Hockeyallsvenskan totalt | Hockeyallsvenskan totalt | 97  | 3  | 14 | 17 | 42  | 11 | 0 | 0 | 0 | 6  |